# Lista odcinków serialu Continuum: Ocalić przyszłość
Poniżej znajduje się lista odcinków serialu telewizyjnego Continuum: Ocalić przyszłość, emitowanego przez kanadyjską stację telewizyjną  Showcase od 25 maja 2012 roku. W Polsce był emitowany od 19 kwietnia 2014 roku przez Puls 2.
| Sezon | Sezon | Odcinki | Oryginalna emisja | Oryginalna emisja   | Oryginalna emisja | Oryginalna emisja | Wydanie DVD   | Wydanie DVD      | Wydanie DVD      |
| Sezon | Sezon | Odcinki | Premiera sezonu   | Finał sezonu        | Premiera sezonu   | Finał sezonu      | Region 1      | Region 2         | Region 4         |
| ----- | ----- | ------- | ----------------- | ------------------- | ----------------- | ----------------- | ------------- | ---------------- | ---------------- |
|       | 1     | 10      | 25 maja 2012      | 5 sierpnia 2012     | 19 kwietnia 2014  | 17 maja 2014      | 26 marca 2013 | 28 stycznia 2013 | 24 kwietnia 2013 |
|       | 2     | 13      | 21 kwietnia 2013  | 4 sierpnia 2013     | 24 maja 2014      | 5 lipca 2014      | 25 marca 2014 | 7 kwietnia 2014  | brak danych      |
|       | 3     | 13      | 16 marca 2014     | 22 czerwca 2014     | 3 maja 2016       | 31 maja 2016      | brak danych   | brak danych      | brak danych      |
|       | 4     | 6       | 4 września 2015   | 9 października 2015 | brak danych       | brak danych       | brak danych   | brak danych      | brak danych      |

## Spis odcinków

### Sezon 1 (2012)
| n/o | Tytuł                | Polski tytuł          | Reżyseria        | Scenariusz                          | Premiera (Showcase) | Premiera w Polsce (Puls 2) |
| --- | -------------------- | --------------------- | ---------------- | ----------------------------------- | ------------------- | -------------------------- |
| 1   | A Stitch In Time     | Zanim będzie za późno | Jon Cassar       | Simon Barry                         | 27 maja 2012        | 19 kwietnia 2014           |
| 2   | Fast Times           | Szybkie czasy         | Jon Cassar       | Jeff King                           | 3 czerwca 2012      | 19 kwietnia 2014           |
| 3   | Wasting Time         | Strata czasu          | David Frazee     | Simon Barry                         | 10 czerwca 2012     | 26 kwietnia 2014           |
| 4   | Matter of Time       | Kwestia czasu         | Michael Rohl     | Sam Egan                            | 17 czerwca 2012     | 26 kwietnia 2014           |
| 5   | A Test of Time       | Zmarnowany czas       | Patrick Williams | Jeff King                           | 24 czerwca 2012     | 3 maja 2014                |
| 6   | Time's Up            | Czas minął            | Rachel Talalay   | Jeremy Smith, Jonathan Lloyd Walker | 8 lipca 2012        | 3 maja 2014                |
| 7   | The Politics Of Time | Polityka czasowa      | Patrick Williams | Sara B. Cooper                      | 15 lipca 2012       | 10 maja 2014               |
| 8   | Playtime             | Czas gry              | Paul Shapiro     | Andrea Stevens                      | 22 lipca 2012       | 10 maja 2014               |
| 9   | Family Time          | Czas dla rodziny      | William Waring   | Floyd Kane                          | 29 lipca 2012       | 17 maja 2014               |
| 10  | Endtimes             | Czasy ostateczne      | Patrick Williams | Simon Barry                         | 5 sierpnia 2012     | 17 maja 2014               |

### Sezon 2 (2013)
| n/o | Tytuł           | Polski tytuł               | Reżyseria       | Scenariusz                             | Premiera (Showcase) | Premiera w Polsce (Puls 2) |
| --- | --------------- | -------------------------- | --------------- | -------------------------------------- | ------------------- | -------------------------- |
| 1   | Second Chances  | Druga szansa               | Pat Williams    | Simon Barry                            | 21 kwietnia 2013    | 24 maja 2014               |
| 2   | Split Second    | Ułamek sekundy             | Pat Williams    | Simon Barry                            | 28 kwietnia 2013    | 24 maja 2014               |
| 3   | Second Thoughts | Wątpliwości                | William Waring  | Sam Egan                               | 5 maja 2013         | 31 maja 2014               |
| 4   | Second Skin     | Masz towarzystwo           | William Waring  | Shelley Eriksen                        | 12 maja 2013        | 31 maja 2013               |
| 5   | Second Opinion  | Terapia                    | Pat Williams    | Jeff King                              | 26 maja 2013        | 7 czerwca 2014             |
| 6   | Second Truths   | Groźba czy prawda?         | Pat Williams    | Jonathan Lloyd Walker                  | 2 czerwca 2013      | 7 czerwca 2014             |
| 7   | Second Degree   | Zabójstwo drugiego stopnia | David J. Frazee | Jeremy Smith                           | 9 czerwca 2013      | 14 czerwca 2014            |
| 8   | Second Listen   | Przysługa                  | David J. Frazee | Shelley Eriksen                        | 16 czerwca 2013     | 14 czerwca 2014            |
| 9   | Seconds         | Każdy może się zmienić     | Michael Rohl    | Raul Sanchez Inglis                    | 7 lipca 2013        | 21 czerwca 2014            |
| 10  | Second Wave     | Druga fala                 | Michael Rohl    | Matt Venables                          | 14 lipca 2013       | 21 czerwca 2014            |
| 11  | Second Guess    | Nadciąga tsunami           | Simon Barry     | Sam Egan                               | 21 lipca 2013       | 28 czerwca 2014            |
| 12  | Second Last     | Zlecenie                   | Amanda Tapping  | Shelley Eriksen, Jonathan Lloyd Walker | 28 lipca 2013       | 28 czerwca 2014            |
| 13  | Second Time     | Wrócić do domu             | Pat Williams    | Simon Barry                            | 4 sierpnia 2013     | 5 lipca 2014               |

### Sezon 3 (2014)
| n/o | Tytuł                    | Polski tytuł                        | Reżyseria      | Scenariusz                  | Premiera (Showcase) | Premiera w Polsce (Puls 2) |
| --- | ------------------------ | ----------------------------------- | -------------- | --------------------------- | ------------------- | -------------------------- |
| 1   | Minute by Minute         | Minuta po minucie                   | Pat Williams   | Simon Barry                 | 16 marca 2014       | 3 maja 2016                |
| 2   | Minute Man               | Liczy się każda minuta              | Pat Williams   | Simon Barry                 | 23 marca 2014       | 4 maja 2016                |
| 3   | Minute to Win It         | Minuta dla zwycięzcy                | Pat Williams   | Shelley Eriksen             | 30 marca 2014       | 5 maja 2016                |
| 4   | Minute Changes           | Wszystko zmienia się w ciągu minuty | William Waring | Denis McGrath               | 6 kwietnia 2014     | 10 maja 2016               |
| 5   | 30 Minutes To Air        | 30 minut do emisji                  | William Waring | Jonathan Lloyd Walker       | 13 kwietnia 2014    | 11 maja 2016               |
| 6   | Wasted Minute            | Zmarnowana minuta                   | Amanda Tapping | Jeremy Smith, Matt Venables | 27 kwietnia 2014    | 12 maja 2016               |
| 7   | Waning Minutes           | Upływająca minuta                   | Amanda Tapping | Sam Egan                    | 4 maja 2014         | 17 maja 2016               |
| 8   | So Do Our Minutes Hasten | Każda minuta ku kresowi płynie      | Pat Williams   | Jeff King                   | 11 maja 2014        | 18 maja 2016               |
| 9   | Minute of Silence        | Minuta ciszy                        | Pat Williams   | Simon Barry                 | 25 maja 2014        | 19 maja 2016               |
| 10  | Revolutions Per Minute   | Liczba obrotów na minutę            | David Frazee   | Denis McGrath               | 1 czerwca 2014      | 24 maja 2016               |
| 11  | 3 Minutes to Midnight    | Za 3 minuty wybije północ           | David Frazee   | Jonathan Lloyd Walker       | 8 czerwca 2014      | 25 maja 2016               |
| 12  | The Dying Minutes        | Minuta śmierci                      | Simon Barry    | Shelley Eriksen             | 15 czerwca 2014     | 26 maja 2016               |
| 13  | Last Minute              | Ostatnia minuta                     | William Waring | Simon Barry                 | 22 czerwca 2014     | 31 maja 2016               |

### Sezon 4 (2015)
| n/o | Tytuł               | Polski tytuł     | Reżyseria        | Scenariusz                 | Premiera (Showcase) |
| --- | ------------------- | ---------------- | ---------------- | -------------------------- | ------------------- |
| 1   | Lost Hours          | Stracone godziny | Patrick Williams | Simon Barry                | 4 września 2015     |
| 2   | Rush Hour           | Godziny szczytu  | Patrick Williams | Shelley Eriksen            | 11 września 2015    |
| 3   | Power Hour          | Godzina mocy     | David Frazee     | Jeremy Smith, Todd Ireland | 18 września 2015    |
| 4   | Zero Hour           | Godzina Zero     | David Frazee     | Jonathan Lloyd Walker      | 25 września 2015    |
| 5   | The Desperate Hours | Godzina rozpaczy | Patrick Williams | Shelley Eriksen            | 2 października 2015 |
| 6   | Final Hour          | Ostatnia godzina | Patrick Williams | Simon Barry                | 9 października 2015 |